# 波士顿在线影评人协会
波士顿在线影评人协会（英語：Boston Online Film Critics Association）是美国东北部马萨诸塞州波士顿的一个影评人协会。它建立于2012年。

## 分类
其主要奖项有：
- 波士顿在线影评人协会奖最佳男主角
- 波士顿在线影评人协会奖最佳女主角
- 波士顿在线影评人协会奖最佳动画片
- 波士顿在线影评人协会奖最佳摄影
- 波士顿在线影评人协会奖最佳导演
- 波士顿在线影评人协会奖最佳纪录片
- 波士顿在线影评人协会奖最佳影片
- 波士顿在线影评人协会奖最佳外语片
- 波士顿在线影评人协会奖最佳剧本
- 波士顿在线影评人协会奖最佳剪辑
- 波士顿在线影评人协会奖最佳男配角
- 波士顿在线影评人协会奖最佳女配角

## 多奖得主
波士顿在线影评人协会奖多奖得主有：《为奴十二年》、《她》、《地心引力》。